# Toledo (Illinois)
Toledo ist ein Village und Verwaltungssitz des Cumberland County im US-amerikanischen Bundesstaat Illinois. Das U.S. Census Bureau hat bei der Volkszählung 2020 eine Einwohnerzahl von 1.161 ermittelt.

## Geografie
Toledo liegt auf 39°16'20" nördlicher Breite und 88°14'34" westlicher Länge. Die Stadt erstreckt sich über eine Fläche von 2,1 km², die ausschließlich aus Landfläche besteht.
Toledo liegt 7,3 km westlich des Embarras River, einem Nebenfluss des Wabash River.
Durch Toledo führt die in Ost-West-Richtung verlaufende Illinois State Route 121, die in Toledo auf eine Reihe untergeordneter Straßen trifft.
Toledo liegt zwischen den Großstädten St. Louis in Missouri (204 km nach Südwesten) und Indianapolis in Indiana (über das 80,1 km entfernte Terre Haute 195 km nach Nordosten). Chicago liegt 326 km im Norden, Kentuckys größte Stadt Louisville liegt 303 km im Südosten und Tennessees Hauptstadt Nashville 435 km in südsüdöstlicher Richtung.

## Demografische Daten
Bei der Volkszählung im Jahre 2000 wurde eine Einwohnerzahl von 1166 ermittelt. Diese verteilten sich auf 510 Haushalte in 314 Familien. Die Bevölkerungsdichte lag bei 562,7/km². Es gab 571 Gebäude, was einer Bebauungsdichte von 275,6/km² entsprach.
Die Bevölkerung bestand im Jahre 2000 aus 98,63 % Weißen, 0,09 % Afroamerikanern und 0,09 % anderen. 1,20 % gaben an, von mindestens zwei Gruppen abzustammen. 0,43 % der Bevölkerung bestand aus Hispanics, die verschiedenen der genannten Gruppen angehörten.
26,8 % waren unter 18 Jahren, 8,5 % zwischen 18 und 24, 26,8 % von 25 bis 44, 18,2 % von 45 bis 64 und 19,7 % 65 und älter. Das durchschnittliche Alter lag bei 37 Jahren. Auf 100 Frauen kamen statistisch 88,4 Männer, bei den über 18-Jährigen 81,7.
Das durchschnittliche Einkommen pro Haushalt betrug $26.094, das durchschnittliche Familieneinkommen $29.792. Das Einkommen der Männer lag durchschnittlich bei $26.563, das der Frauen bei $16.898. Das Pro-Kopf-Einkommen belief sich auf $14.246. Rund 18,0 % der Familien und 16,8 % der Gesamtbevölkerung lagen mit ihrem Einkommen unter der Armutsgrenze.

## Persönlichkeiten
- Robert M. Thrall (1914–2006), Mathematiker und Pionier des Operations Research